# جائزة كيبيك الكبرى للدراجات 2015
جائزة كيبيك الكبرى للدراجات 2015 (بالإنجليزية: 2015 Grand Prix Cycliste de Québec)‏ هو سباق دراجات هوائية أقيم بتاريخ 11 سبتمبر 2015، وهو السباق رقم 25 في مسابقات طواف العالم للدراجات 2015 وفاز به الدرّاج الكولومبي ريغوبيرتو أوران.

## الترتيب
|    | الدرّاج                         | الزمن                     | نقاط طواف العالم 2015 |
| -- | ------------------------------ | ------------------------- | --------------------- |
| 1  | ريغوبيرتو أوران (كولومبيا)     | 5 ساعات و9 دقائق 47 ثانية | 80                    |
| 2  | مايكل ماثيوز (دراج) (أستراليا) | نفس الوقت                 | 60                    |
| 3  | ألكسندر كريستوف (النرويج)      | نفس الوقت                 | 50                    |
| 4  | توم جيلتا سلاتر (هولندا)       | نفس الوقت                 | 40                    |
| 5  | دييغو يليسي (إيطاليا)          | نفس الوقت                 | 30                    |
| 6  | باوك موليما (هولندا)           | نفس الوقت                 | 22                    |
| 7  | فيليب جيلبير (بلجيكا)          | نفس الوقت                 | 14                    |
| 8  | توني قالوبا (فرنسا)            | نفس الوقت                 | 10                    |
| 9  | وارن بارجويل (فرنسا)           | نفس الوقت                 | 6                     |
| 10 | جريج فان أفرمت (بلجيكا)        | نفس الوقت                 | 2                     |